# Valeri Krivoborodov
Valeri Krivoborodov (* 1947 in Moskau) ist ein russischer Violoncellist und Dirigent.

## Leben
Der Sohn eines Physikers, Mathematikers und Laienmusikers begann mit vier Jahren das Cellospiel. Als Siebenjähriger erhielt er Klavierunterricht; später kam die Geige hinzu. 1953 wurde Valeri Krivoborodov in die Zentrale Musikschule Moskau und später in das Tschaikowsky-Konservatorium aufgenommen. Mit acht Jahren konzertierte er erstmals öffentlich, mit dreizehn erstmals mit Orchester als Solist in einem Cellokonzert Joseph Haydns.
Sein Studium ermöglichte ihm Begegnungen mit Oistrach, Gilels, Swjatoslaw Richter. Er nahm Unterrichtsstunden bei Rostropowitsch, auch mit Schostakowitsch arbeitete er zusammen und erlebte 1962 Strawinsky in Moskau. Meisterklasse und Studium schloss Krivoborodov dann mit Erlangung des Doktorgrads ab. 1973 wurde er Mitglied im Moskauer Kammerorchester unter Rudolf Barschai. Krivoborodov arbeitete mit Dirigenten wie Kondraschin und Roschdestwenski zusammen.
1980 emigrierte Valeri Krivoborodov über Zypern in die Bundesrepublik Deutschland. Noch im selben Jahr wurde er als Erster Solo-Cellist bei den Hamburger Symphonikern engagiert. 2012 wurde er pensioniert. Seit 2004 leitet er den Kammerchor Wedel. Valeri Krivoborodov lebt in Halstenbek bei Hamburg.